# Јанез Земљарич
Јанез Земљарич (Буковци, код Птуја, 30. децембар 1928 — Љубљана, 30. децембар 2022) био је учесник Народноослободилачке борбе, правник и друштвено-политички радник СФР Југославије и СР Словеније. Од јула 1980. до маја 1984. био је председник Извршног већа Скупштине Социјалистичке Републике Словеније.

## Биографија
Јанез Земљарич рођен је 30. децембра 1928. године у Буковцима, код Птуја, у породици пољопривредника Франца Земљарича и Марије Вербанчич. Реалну гимназију и три разреда средње школе похађао је у Птују до 1944. године, да би 1945. године положио велику матуру. У Народноослободилачкој борби је учествовао од септембра 1944. године, где је био курир и теренски делатник. Дипломирао је на Правном факултету Универзитета у Љубљани, 1961. године.
После рата, био је инструктор Среског комитета Савеза комунистичке омладине Југославије (СКОЈ) у Птују. Од 1947. године радио је у Пограничном повереништву ДСУП у Марибору и у Државном секретаријату за унутрашње послове НР Словеније, од 1957. Био је инструктор Среског комитета СК у Љубљани, а од 1962. председник Комисије за организационо-кадровска питања Главног одбора Социјалистичког савеза радног народа Словеније и председник Градске конференције ССРН Љубљане.
Био је посланик Организационо-политичког већа Савезне скупштине СФРЈ, од 1963. до 1967. године и председник Савеза за физичку културу СР Словеније, члан Републичке и Савезне конференције ССРН, директор Клиничких болница у Љубљани, од 1968. до 1973. године, од Тринаестог конгреса СКЈ члан Централног комитета СКЈ, потпредседник Савезног извршног већа (СИВ), од 1984. до 1989. године и вршилац још многих друштвено-политичких дужности — начелник Службе државне безбедности (СДБ) за Словенију, од 1974. до 1978, заменик Републичког секретара (1973—1978) и Републички секретар за унутрашње послове СР Словеније, од 1978. до 1980. године. Председник Извршног већа Скупштине СР Словеније био је од јула 1980. до 23. маја 1984. године.
Одликован је Орденом рада са златним венцем (1965), Орденом заслуга за народ са сребрним зрацима (1973) и Орденом братства и јединства са златним венцем. Године 1972. био је добитник Награде града Љубљане.
Словеначки публициста и истраживач архива Роман Лељак је 2015. године о њему објавио књигу „Сабрана дела удбаша Јанеза Земљарича”.
Преминуо је 30. децембра 2022. године, на свој 94. рођендан, у Љубљани, где је, уз војне почасти, сахрањен 6. јануара 2023. године.